# Marcos Gomes
Marcos Gomes (São Paulo, 26 juli 1984) is een Braziliaans stockcar coureur die in 2008 uitkomt in de Copa NEXTEL Stock Car.

## Carrière
Na de gebruikelijke periode van het karten ging Marcos racen in de Braziliaanse Formule Renault 2.0 in 2002, 2003 en 2004. Hij won daar vijf races, zijn beste positie in het eindklassement was een vierde plek in 2002. In 2005 stapte hij over naar de Stock Car Light, de opstapklasse naar de Copa NEXTEL Stock Car. Hij reed er één seizoen en won het kampioenschap. Hij won vier van de negen races. In 2006 reed hij ook één race in het grote stock car kampioenschap. 2007 was zijn eerste volledige seizoen in de Copa NEXTEL Stock Car. Hij won één race en werd vierde in het kampioenschap. In 2008 rijdt hij weer in dit kampioenschap voor het team van Medley Mattheis in een Opel Astra.